# Jean-Louis Borloo
Jean-Louis Marie Borloo (født 7. april 1951 i det 15. arrondissement i Paris) er en fremtrædende fransk centrum-højre politiker. Fra 2002 til 2017 var han et ledende medlem af Parti républicain, radical et radical-socialiste, hvor han var medpræsident i 2005 – 2007 og præsident i 2007 – 2014. Borloo har også været medlem af andre partier.
På grund af dårligt helbred nedlagde Jean-Louis Borloo de fleste af sine politiske poster i 2014.

## Medlem af skiftende partier
I Frankrig kan man være medlem af af flere partier samtidigt. Desuden er der eksempler på, at partiløse er blevet valgt til politiske poster. Borloo har været medlem af flere partier samtidigt, og han har tidligere været en partiløs folkevalgt.

### Génération écologie
I maj 1990 var den 39-årige borgmester Jean-Louis Borloo medgrundlægger af midterpartiet Génération écologie (GÉ).
Dette lille parti har stadigt er par repræsentanter i den franske nationalforsamling (heriblandt Delphine Batho, der er en tidligere socialistisk minister). Dertil kommer omkring 30 repræsentanter i regionernes og departementernes råd.
Borloo forlod dog partiet allerede i 1992.

### Partiløs
Frem til 1990 og igen i 1992 – 1995 stod Jean-Louis Borloo udenfor partierne. 
I 1986 blev Borloo præsident for den konkursramte fodboldklub Valenciennes FC. Det lykkedes ham at få klubben gennem krisen.
I 1989 blev han valgt som partiløs borgmester (med over 76 procent af stemmerne) for Valenciennes i Departement Nord, Hauts-de-France. Han fortsatte som borgmester indtil 2002.
Fra 1989 til 1992 var Jean-Louis Borloo medlem af Europa-Parlamentet. Han var valgt på Simone Veils liste, der var tilknyttet Unionen for fransk demokrati (UDF). Borloo valgte dog at opstille som partiløs, og han meldte sig heller ikke ind i nogen af Europa-Parlamentets fraktioner.
Ved valget til regionsrådet Nord-Pas-de-Calais i marts 1992 fik de uafhængige lister, der støttede Borloo («liste Borloo») gode valg både i Departement Nord og i Pas-de-Calais.

### Force démocrate
Fra 1995 til 1998 var Jean-Louis Borloo medlem af  partiet Force démocrate (FD), der havde François Bayrou som leder.  

### Unionen for fransk demokrati
I 1997 går Borloo ind i Unionen for fransk demokrati (UDF), og han er talsperson for partiet i 2001–2002. Ved Præsidentvalget i 2002 er Borloo een af nøglepersonerne i François Bayrous kampagne.
Efter præsidentvalget i maj 2002 forlader Borloo UDF.

### Radikal og UMP
I 2002 tilslutter Jean-Louis Borloo sig Parti Radical og UMP (Unionen for en folkelig bevægelse).
I det radikale parti bliver Borloo medformand fra 2005 og eneformand i 2007–2014. Borloo er fortsat radikal. I juli 2014 overtog Laurent Hénart posten som formand for det radikale parti.
I UMP var Borloo næstformand fra januar 2009 til november 2010. Han forlod UMP i 2011. 

### Den republikanske, økologiske og sociale Alliance
Den 26. juni 2011 er Borloo een af de fire stiftende formænd for Den republikanske, økologiske og sociale Alliance. Den 18. september 2012 bliver Alliancen en del af Unionen af demokrater og uafhængige (UDI). 

### Unionen af demokrater og uafhængige
Jean-Louis Borloo bliver den første formand for Unionen af demokrater og uafhængige (UDI). Han bliver også formand for partiets gruppe i Nationalforsamlingen. Borloo havde posterne fra 2012 til 2014.

## Minister 2002 – 2010
Jean-Louis Borloo var medlem af samtlige franske regeringer fra 2002 til 2010.
Han har været minister under præsidenterne Jacques Chirac og Nicolas Sarkozy samt under premierministrene Jean-Pierre Raffarin, Dominique de Villepin og François Fillon.
Borloo var regeringens nummer to (dvs. vicepremierminister i 2007–2010).
Han har været fagminister på følgende områder: Minister for byerne (2002–2004), arbejdsminister  (2004–2005), arbejds- og boligminister (2005–2007), finansminister: (maj–juni 2007) og minister for økologi (juni 2007–november 2010).   

## Medlem af Nationalforsamlingen 1993 – 2014
Fra 1993 til 2014 Jean-Louis Borloo medlem af Nationalforsamlingen, valgt i den 21. kreds i Departement Nord.
Han blev også valgt, mens han var minister i 2002–2010, men kort tid efter valgene i 2002 og 2007 overlod han mandatet til sin stedfortræder. Det var Cécile Gallez, der er borgmester i Saint-Saulve i Departement Nord.
I 1993 blev han valgt som partiløs (uafhængige højre). I 1997 stillede han op for Unionen for fransk demokrati (UDF). I 2002 og 2007 var han radikal (RAD) kandidat, mens han stillede op for Unionen af demokrater og uafhængige (UDI) i 2012.